# Thermoanaerobacterium zeae
Thermoanaerobacterium zeae è una specie di batterio appartenente alla famiglia delle Thermoanaerobacteriaceae.